# Saab Dynamics
Der Rüstungshersteller Saab Dynamics ist ein Geschäftsbereich der Saabgroup mit Sitz in Karlskoga, Schweden. Das Unternehmen ist auf die Entwicklung und Produktion von Lenkwaffen und tragbaren Panzerabwehrhandwaffen spezialisiert.
Im Rahmen internationaler Kooperationen war die ehemalige Saab Bofors Dynamics an der Taurus Systems GmbH und SN Technologies SA beteiligt.

## Geschichte

### Bofors
Im Jahr 2000 erwarb Saab die Celsius AB und damit auch deren Tochter Bofors. Die Sparte der Schweren Waffen (Kanonen etc.) wurde im September 2000 an die United Defense Industries in Arlington, Virginia, verkauft. Somit verblieb nur noch das Lenkflugkörper-Geschäft bei Saab und wird heute unter der Bezeichnung Saab Dynamics geführt.

### Carl Gustafs stads gevärsfaktori
Die Gewehrfabrik Carl Gustafs stads gevärsfaktori wurde 1812 vom Staat gekauft und produzierte von 1813 bis 1969 auf dem Faktorieholm in Carl Gustafs stad, das 1833 mit Eskilstuna vereinigt wurde. 1943 wurde die Firma durch die staatliche Försvarets Fabriksverk (FFV) übernommen. Die Fabrik in Eskilstuna wurde durch die Produktion von Maschinenpistolen (Carl Gustaf M/45) und Panzerfäusten international bekannt. Über die Celsius AB kam die FFV im Jahr 2000 an Saab. Saab Dynamics stellte 2012 die Produktion in Eskilstuna ein und verlegte diese nach Karlskoga.
Die Stadt (in der Folge die Gewehrfabrik) wurde 1659 nach König Karl X. Gustav benannt.

## Produkte
- Lenkwaffensysteme[2]
  - IRIS-T
  - Meteor
  - RBS15 Mk3 – Antischiffsflugkörper
  - Taurus KEPD 350

- Flugabwehrwaffen
  - BAMSE – GBAD Missile System
  - RBS 70 – Kurzstrecken-Boden-Luft-Lenkwaffensystem

- Panzerabwehrhandwaffen
  - Carl-Gustaf – reaktive Panzerbüchse
  - AT4
    - AT4 CS AST – Waffe zur Bekämpfung von befestigten Strukturen[3] mittels Hohlladung und Nachschussladung im Tandem[4]
    - AT4 CS HP – Leichte Panzerabwehrwaffe
    - AT4 HEAT – Leichte Panzerabwehrwaffe

  - NLAW – Leichte Panzerabwehrwaffe
  - BILL 2 – Multi-Mission ATGW

- Unterwassersysteme
  - Torpedos
  - Sensorik

- Systeme zur Tarnung
  - Barracuda MCS
  - ULCAS
  - SOTACS

- Sonstiges
  - STRIX – zielsuchende Munition